# Gaspard Laurent Bayle
Gaspard Laurent Bayle   (Lo Vernet, 18 d'agost de 1774 - París, 11 de maig de 1816) va ser un metge francès.
Va estudiar medicina amb Jean-Nicolas Corvisart (1755–1821) i va ser col·lega de René Laennec (1781–1826). A partir de 1805 va exercir la medicina a l'Hôpital de la Charité de París. Va ser oncle del metge Antoine Laurent Bayle (1799–1859).
Bayle és recordat pel seu ampli treball en anatomia patològica, amb contribucions a la investigació del càncer i la tuberculosi. Com a resultat de 900 investigacions post mortem, va descriure sis tipus diferents de tuberculosi: ftisi ulcerosa, ftisi càlcul, ftisi cancerosa, ftisi tuberculosa, ftisi glandular i ftisi amb melanosi.
La seva obra escrita més coneguda va ser la investigació de 1810 sobre la tuberculosi pulmonar. També va escriure un tractat sobre malalties canceroses Tractat sobre malalties canceroses, publicat pòstumament (1833) pel seu nebot, Antoine Laurent Bayle.